# Ричмонд (Техас)
Ричмонд (англ. Richmond) — місто (англ. city) в США, в окрузі Форт-Бенд штату Техас. Населення — 11 627 осіб (2020).

## Географія
Ричмонд розташований за координатами 29°34′54″ пн. ш. 95°45′42″ зх. д. / 29.58167° пн. ш. 95.76167° зх. д. (29.581599, -95.761656).  За даними Бюро перепису населення США в 2010 році місто мало площу 11,08 км², з яких 10,17 км² — суходіл та 0,91 км² — водойми.

### Клімат
| Клімат : Ричмонд        | Клімат : Ричмонд | Клімат : Ричмонд | Клімат : Ричмонд | Клімат : Ричмонд | Клімат : Ричмонд | Клімат : Ричмонд | Клімат : Ричмонд | Клімат : Ричмонд | Клімат : Ричмонд | Клімат : Ричмонд | Клімат : Ричмонд | Клімат : Ричмонд | Клімат : Ричмонд |
| Показник                | Січ.             | Лют.             | Бер.             | Квіт.            | Трав.            | Черв.            | Лип.             | Серп.            | Вер.             | Жовт.            | Лист.            | Груд.            | Рік              |
| Абсолютний максимум, °C | 28,9             | 31,7             | 33,3             | 35,0             | 37,2             | 38,9             | 40,6             | 40,6             | 42,2             | 36,7             | 32,8             | 32,2             | 42,2             |
| Середній максимум, °C   | 18,3             | 20,0             | 23,3             | 27,2             | 31,1             | 33,9             | 35,0             | 35,6             | 32,8             | 28,9             | 23,9             | 19,4             | 27,4             |
| Середня температура, °C | 12,8             | 14,4             | 17,8             | 21,7             | 26,1             | 28,9             | 30,0             | 30,6             | 27,2             | 23,3             | 18,3             | 13,3             | 22,1             |
| Середній мінімум, °C    | 6,7              | 8,9              | 11,7             | 16,1             | 20,6             | 23,9             | 25,0             | 25,0             | 21,7             | 17,2             | 12,2             | 7,2              | 16,3             |
| Абсолютний мінімум, °C  | −14,4            | −12,8            | −6,1             | 0,0              | 8,3              | 13,3             | 17,2             | 15,6             | 8,3              | −1,1             | −5,6             | −14,4            | −14,4            |
| ----------------------- | ---------------- | ---------------- | ---------------- | ---------------- | ---------------- | ---------------- | ---------------- | ---------------- | ---------------- | ---------------- | ---------------- | ---------------- | ---------------- |
| Джерело:                |                  |                  |                  |                  |                  |                  |                  |                  |                  |                  |                  |                  |                  |

## Демографія
Згідно з переписом 2010 року, у місті мешкало 11 679 осіб у 3517 домогосподарствах у складі 2607 родин. Густота населення становила 1054 особи/км².  Було 3801 помешкання (343/км²).
Расовий склад населення:
| - 60,6 % — білих - 18,0 % — чорних або афроамериканців - 1,0 % — азіатів - 0,9 % — корінних американців - 17,0 % — осіб інших рас |

До двох чи більше рас належало 2,5 %. Частка іспаномовних становила 55,4 % від усіх жителів.
За віковим діапазоном населення розподілялося таким чином: 27,0 % — особи молодші 18 років, 61,7 % — особи у віці 18—64 років, 11,3 % — особи у віці 65 років та старші. Медіана віку мешканця становила 31,9 року. На 100 осіб жіночої статі у місті припадало 112,1 чоловіків;  на 100 жінок у віці від 18 років та старших — 112,6 чоловіків також старших 18 років.
Середній дохід на одне домашнє господарство  становив 59 724 долари США (медіана — 46 559), а середній дохід на одну сім'ю — 66 093 долари (медіана — 53 266). Медіана доходів становила 36 488 доларів для чоловіків та 26 291 долар для жінок. За межею бідності перебувало 21,6 % осіб, у тому числі 39,6 % дітей у віці до 18 років та 13,9 % осіб у віці 65 років та старших.
Цивільне працевлаштоване населення становило 4645 осіб. Основні галузі зайнятості: освіта, охорона здоров'я та соціальна допомога — 24,4 %, будівництво — 18,0 %, роздрібна торгівля — 12,9 %, мистецтво, розваги та відпочинок — 9,8 %.